# Niederländisch-Brasilien

Karte Niederländisch-Brasilien 1630–1654

Flagge von Niederländisch-Brasilien

Wappen von Niederländisch-Brasilien

Niederländisch-Brasilien (auch Neu-Holland) war von 1630 bis 1654 eine niederländische Kolonie im Nordosten Brasiliens. Das Gebiet umfasste Teilbereiche des bereits von den Portugiesen kolonisierten Landes.

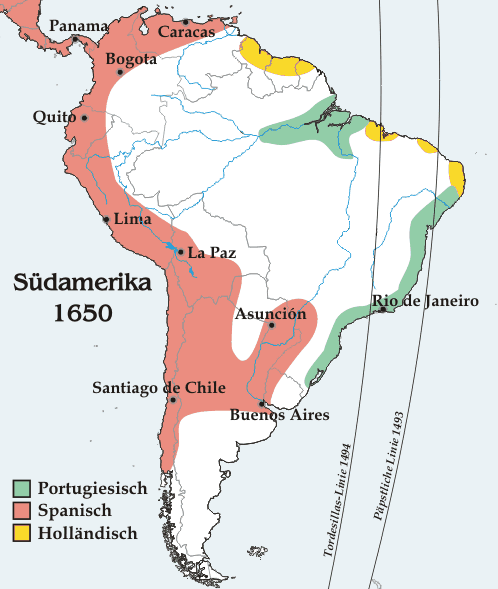
Aufteilung von Südamerika zwischen Spanien, Portugal und den Holländern, ca. 1650. Das Gebiet von Neu-Holland ist der östliche gelbe Streifen. Er ist um die Zeit schon von den Portugiesen zurückerobert worden, aber es gibt noch keinen Friedensvertrag

## Geschichte
Im Jahre 1621 verliehen die Generalstaaten der Republik der Sieben Vereinigten Niederlande der Westindien-Kompanie (WIC) das Recht, in Westafrika und Amerika Handel zu treiben. Die Gründung erfolgte nach Ablauf des zwölfjährigen Waffenstillstandes mit Spanien, während des Achtzigjährigen Krieges. Nach den fortgesetzten Raubzügen der WIC entlang der brasilianischen Küste intervenierten schließlich die Niederlande mit dem Ziel, Brasilien als Kolonie zu erwerben. Es begann der von 1624 bis 1661 ausgetragene Niederländisch-Portugiesische Krieg.
Bereits 1624 und 1627 konnten kurzzeitig kleinere Bereiche des portugiesischen Brasiliens besetzt werden. 1630 waren die Niederländer erfolgreicher, als sie mit einer Expeditionsarmee unter Hendrick Lonck die Provinz Pernambuco erobern konnten. Da jedoch weite Teile Brasiliens in portugiesischer Hand blieben, war die eroberte Kolonie stetig bedroht.
Im Jahre 1636 wurde Johann Moritz, Fürst von Nassau-Siegen, zum General-Gouverneur für die Besitzungen der Handelskompanie in Niederländisch-Brasilien ernannt. Er gründete Mauritsstad (heute Recife) als Zentrum, führte die Religionsfreiheit ein, stimulierte die Zuckerrohrproduktion und ließ Verteidigungsanlagen anlegen. Angeregt durch die zugestandene Religionsfreiheit entschied sich eine große Anzahl Amsterdamer Juden zur Immigration in die neue Kolonie.
Als die Niederländer 1640 beinahe die gesamte portugiesisch-spanische Flotte vor Itamaracá vernichtet hatten, entbrannte der mit großer Grausamkeit geführte Krieg um Brasilien erneut. Anfang 1643 kehrte Moritz in die Niederlande zurück. An ihn erinnert heute noch in Brasilien die Festung Moritzschloss an der Mündung des Rio São Francisco.
Infolge der Abberufung von Moritz durch die Direktion der WIC entschieden sich viele Juden zur Rückkehr nach Amsterdam. Andere zogen als Pflanzer in die niederländischen Kolonien an den Flüssen Pomeroon und Essequibo im heutigen Guyana.
Durch ein Dekret der portugiesischen Krone im Jahre 1649 wurde die Allgemeine Gesellschaft des Brasilienhandels (port.: Companhia Geral do Comércio do Brasil) zur Unterstützung des seit 1645 andauernden Aufstandes der portugiesischsprachigen Bevölkerung in der Pernambuco-Region gegründet. Die Gesellschaft, die sowohl staatliches als auch privates Kapital vereinte, verfolgte als Hauptziel den Aufbau eines Konvoisystems, um die Verluste an Handelsschiffen zu minimieren und die damit einhergehende Eindämmung des Aktionsradius niederländischer Geschwader und Freibeuter.
Den Portugiesen gelang es 1654 schließlich, den durch den Ersten Englisch-Niederländischen Seekrieg geschwächten Niederländern das Gebiet zu entreißen und es wieder in ihre Kolonie einzugliedern. Die portugiesische Herrschaft wurde jedoch nicht anerkannt und nachdem im Mai 1654 der Friedensvertrag mit England unterzeichnet war, forderte die Republik die Rückgabe von Niederländisch-Brasilien. Im Jahre 1656 entbrannte ein offener Krieg mit Portugal, der zu einer Blockade der portugiesischen Westküste führte. Am 6. August 1661 wurde dann in Den Haag ein Friedensvertrag unterzeichnet (ratifiziert in Portugal am 24. Mai 1662). Portugal akzeptierte die Verluste in Asien und bezahlte vier Millionen Cruzados (acht Millionen niederländische Gulden), zum  Teil in bar und zum Teil in Form von Naturalien (Zucker, Tabak und Salz) als Kompensation für Brasilien, auf welches die Republik nunmehr endgültig verzichtete.
Die Juden, die noch in Brasilien verblieben waren, hatten drei Monate Zeit, um die portugiesische Kolonie zu verlassen.